# NGC 2750
NGC 2750 je galaksija u zviježđu Raku.

## Vanjske poveznice
- SEDS: NGC 2750